# Oswaldo Cruz

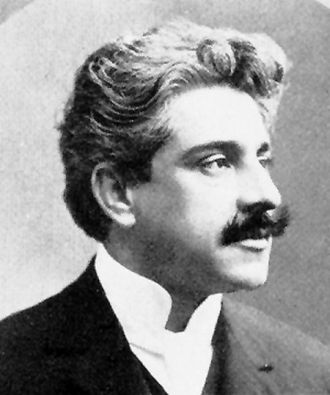
Oswaldo Cruz

Oswaldo Gonçalves Cruz (ur. 5 sierpnia 1872 w São Luiz do Paraitinga, zm. 11 lutego 1917 w Petrópolis) – brazylijski lekarz, bakteriolog i epidemiolog. Założyciel Instituto Soroterápico Federal, znanego dziś jako Instituto Oswaldo Cruz. Carlos Chagas na jego cześć nazwał odkryte przez siebie świdrowce Trypanosoma cruzi.
Jego synem był Walter Cruz, sześciokrotny mistrz Brazylii w szachach (pomiędzy 1938 a 1953 rokiem).

## Upamiętnienie
Jego imieniem nazwano ulicę w 16. dzielnicy Paryża (Rue Oswaldo-Cruz)..